# Lista de partidos políticos da Turquia
A Turquia é uma democracia presidencial pluripartidária. Só os partidos que obtenham pelo menos 10% dos votos têm direito à representação no parlamento, a Grande Assembleia Nacional. Estes são definidos como "partidos maiores", por oposição aos "partidos menores", os quais cumprem os requisitos do Comité Supremo de Eleições (Yüksek Seçim Kurulu) e cujos nomes já apareceram em boletins de voto.

## Partidos políticos com representação nacional, metropolitana e municipal
| Nome | Nome                                       | Líder                       | Ideologia | Espectro                | Grande Assembleia Nacional | Áreas metropolitanas | Municípios  |
| ---- | ------------------------------------------ | --------------------------- | --- | ----------------------- | -------------------------- | -------------------- | ----------- |
|      | Partido da Justiça e Desenvolvimento (AKP) | Recep Tayyip Erdoğan        | Erdoğanismo, Democracia islâmica, Conservadorismo social, Liberalismo económico, Populismo de direita, Neo-otomanismo | Direita                 | 290 / 600                  | 15 / 30              | 737 / 1 351 |
|      | Partido Republicano do Povo (CHP)          | Özgür Özel                  | Kemalismo, Pró-europeísmo                                                                                             | Centro-esquerda         | 139 / 600                  | 11 / 30              | 262 / 1 351 |
|      | Partido Democrático dos Povos (HDP)        | Sezai Temelli Pervin Buldan | Socialismo democrático, Anticapitalismo, Direitos LGBT, Feminismo, Nacionalismo curdo                                 | Esquerda                | 61 / 600                   | 3 / 30               | 62 / 1 351  |
|      | Partido de Ação Nacionalista (MHP)         | Devlet Bahçeli              | Ultranacionalismo, Panturquismo                                                                                       | Extrema-direita         | 49 / 600                   | 1 / 30               | 234 / 1 351 |
|      | Partido do Bem (İYİ PARTİ)                 | Meral Akşener               | Conservadorismo liberal, Kemalismo, Pró-europeísmo                                                                    | Centro a Centro-direita | 37 / 600                   | 0 / 30               | 25 / 1 351  |
|      | Partido dos Trabalhadores Turcos (TİP)     | Erkan Baş                   | Comunismo, Marxismo-leninismo                                                                                         | Extrema-esquerda        | 2 / 600                    | 0 / 30               | 0 / 1 351   |
|      | Partido da Felicidade (SAADET)             | Temel Karamollaoğlu         | Anti-Erdoğanismo, Conservadorismo religioso, Euroceticismo                                                            | Extrema-direita         | 1 / 600                    | 0 / 30               | 20 / 1 351  |
|      | Partido da Grande União (BBP)              | Mustafa Destici             | Islamismo Sunita, Ultranacionalismo                                                                                   | Extrema-direita         | 1 / 600                    | 0 / 30               | 10 / 1 351  |
|      | Partido Democrático (DP)                   | Gültekin Uysal              | Conservadorismo liberal                                                                                               | Centro-direita          | 1 / 600                    | 0 / 30               | 8 / 1 351   |
|      | Partido Democrático das Regiões (DBP)      | Emine Ayna Kamuran Yüksek   | Nacionalismo curdo, Socialismo democrático                                                                            | Esquerda                | 1 / 600                    | 0 / 30               | 0 / 1 351   |
|      | Partido Democracia e Progresso (DEVA)      | Ali Babacan                 | Democracia liberal, Pró-europeísmo                                                                                    | Centro                  | 1 / 600                    | 0 / 30               | 0 / 1 351   |

## Partidos políticos sem representação nacional, metropolitana e municipal
| Partido                                             | Sigla     | Nome em turco                   | Ano fundação                   |
| --------------------------------------------------- | --------- | ------------------------------- | ------------------------------ |
| Partido Comunista da Turquia                        | TKP       | Türkiye Komünist Partisi        | 1920 (histórico); 2001 (atual) |
| Partido Democrático da Esquerda                     | DSP       | Demokratik Sol Parti            | 1985                           |
| Partido da Igualdade e Democracia                   | EDP       | Eşitlik ve Demokrasi Partisi    | 2010                           |
| Partido da Liberdade e Solidariedade                | ÖDP       | Özgürlük ve Dayanışma Partisi   | 1996                           |
| Partido Os Verdes                                   | YEŞİLLER  | Yeşiller Partisi                | 2008                           |
| Partido da Terra                                    | YP        | Yurt Partisi                    | 2002                           |
| Partido da República Independente                   | BCP       | Bağımsız Cumhuriyet Partisi     | 2002                           |
| Partido para uma Turquia Independente               | BTP       | Bağımsız Türkiye Partisi        | 2001                           |
| Partido Trabalhista                                 | EMEP      | Emek Partisi                    | 1996                           |
| Partido Liberal Democrata                           | LDP       | Liberal Demokrat Parti          | 1994                           |
| Partido da Pátria                                   | ANAP      | Anavatan Partisi                | 1983; 2009                     |
| Partido da Nação                                    | MP        | Millet Partisi                  | 1992                           |
| Partido Nacional                                    | UP        | Ulusal Parti                    | 2010                           |
| Partido Novo                                        | YENİPARTI | Yeni Parti                      | 2008                           |
| Partido da Ascensão do Povo                         | HYP       | Halkın Yükselişi Partisi        | 2005                           |
| Partido da Voz do Povo                              | HAS       | Halkın Sesi Partisi             | 2010                           |
| Partido Socialista Revolucionário dos Trabalhadores | DSİP      | Devrimci Sosyalist İşçi Partisi | 1997                           |
| Partido dos Direitos e Igualdade                    | HEPAR     | Hak ve Eşitlik Partisi          | 2008                           |
| Partido Socialista Democrático                      | TDP       | Toplumcu Demokratik Parti       | 2002                           |
| Partido da Democracia Socialista                    | SDP       | Sosyalist Demokrasi Partisi     | 2002                           |
| Partido dos Direitos e Liberdades                   | HAK-PAR   | Hak ve Özgürlükler Partisi      | 2002                           |
| Movimento para a Mudança na Turquia                 | TDH       | Türkiye Değişim Hareketi        | 2009                           |
| Patido da Turquia                                   | TP        | Türkiye Partisi                 |                                |
| Partido dos Trabalhadores                           | İP        | İşçi Partisi                    | 1992                           |
| Partido Jovem                                       | GP        | Genç Parti                      | 2002                           |

## Partidos desaparecidos ou históricos
Nesta secção enumeram-se alguns dos partidos que foram extintos por uma razão ou por outra (dinâmicas internas, fusões, incapacidade para estabelecer bases eleitorais, intervenção governamental, nomeadamente a seguir aos golpes de estado, etc.). O partidos ilegalizados por tribunais extraordinários ou pelo Tribunal Constitucional são apresentados noutra secção.
| Área política               | Partido                                   | Sigla  | Nome em turco                     | Período   | Observações |
| --------------------------- | ----------------------------------------- | ------ | --------------------------------- | --------- | --- |
| Esquerda                    | Partido Nova Turquia                      | YTP    | Yeni Türkiye Partisi              | 2002-2004 | Fundado em 2002 por cisão do Partido Democrático da Esquerda (DSP), juntou-se ao CHP em 2004. |
| Esquerda                    | Partido da Social Democracia              | SODEP  | Sosyal Demokrat Parti             | 1983-1985 | Criado em 1983 por İsmet İnönü e outros ex-membros do Partido Republicano do Povo (CHP). Fundiu-se com o Partido do Povo (Halkçı Parti) em 1985 para formar o SDHP. |
| Esquerda                    | Partido do Povo                           | HP     | Halkçı Parti                      | 1983-1985 | Fundado em 1983 por ex-membros do CHP que não concordavam com İsmet İnönü (que fundou o SODEP). Fundiu-se com o SODEP para formar o SDHP. |
| Esquerda                    | Partido Social Democrata Populista        | SDHP   | Sosyaldemokrat Halkçı Parti       | 1985-1995 | Resultante da fusão do SODEP e do HP ocorrida em 1985. Fundiu-se no CHP em 1995. |
| Esquerda                    | Partido Popular da Democracia de Esquerda | DSHP   | Demokratik Sol Halk Partisi       | 2009-2010 | Fundado por dissidentes do Partido Democrático da Esquerda (DSP) liderados por Rahşan Ecevit, a esposa do ex-primeiro-ministro Bülent Ecevit, que em 2010 viria a aderir ao CHP. Foi autodissolvido em junho de 2010. |
| Esquerda                    | Partido Social Democrático                | SHP    | Sosyaldemokrat Halk Partisi       | 2002-2010 | Fundado por dissidentes do CHP liderados por Murat Karayalçın, ex-prefeito de Ancara. Foi dissolvido em 2010, tendo dado origem ao Partido da Igualdade e Democracia (Eşitlik ve Demokrasi Partisi, EDP). |
| Liberal                     | Partido Republicano Liberal               | SCF    | Serbest Cumhuriyet Fırkası        | anos 1920 | Fundado por Ali Fethi Okyar nos primeiros anos da república, nos anos 1920, por sugestão de Atatürk, foi o único partido da oposição enquanto durou. Autodissolveu-se em 1930. |
| Liberal                     | Partido da Liberdade                      | HP     | Hürriyet partisi                  | 1955-1958 | Criado em 1955 por dissidentes do Partido Democrático. Autodissolveu-se em 1958 e a maior parte dos seus membros aderiu ao CHP. |
| Liberal                     | Partido Liberal Democrata (1986)          | HDP    | Hür Demokratik Parti              | 1986-1986 | Formado por ex-membros do Partido Nacionalista da Democracia (MDP) em 1986, quando esse partido se autodissolveu, seria extinto meses depois, tendo muitos dos seus membros aderido ao Partido da Pátria (ANAP). |
| Liberal                     | Movimento Nova Democracia                 | YDH    | Yeni Demokrasi Hareketi           | 1994-1997 | Fundado por um conjunto de empresários e académicos liderados por Cem Boyner e do qual fazia parte, entre outros, Kemal Derviş e Etyen Mahçupyan. Em 1997 juntou-se ao Partido da Paz (BP). |
| Liberal                     | Partido da Paz                            | BP     | Barış Partisi                     | 1996-1999 | Fundado pelo empresário e ex-deputado do CHP Ali Haydar Veziroğlu, em 1997 teve a adesão do Movimento Nova Democracia. Autodissolveu-se em 1999 após ter alacançado apenas 0,25% dos votos das eleições gerais de desse ano. |
| Conservador, centro-direita | Partido Democrático (1946)                | DP     | Demokrat Parti                    | 1946-1961 | Fundado em 1946, foi ilegalizado em 29 de setembro de 1961. Em 2007 o Partido da Via Justa mudou de nome para Partido Democrático, reclamando a herança do antigo partido. |
| Conservador, centro-direita | Partido da Nação (1948)                   | MİLLET | Millet Partisi                    | 1948-1954 | Foi fundado, entre outros, por Fevzi Çakmak em 1948 e esteve ativo até 1954, quando foi ilegalizado; reapareceu entre 1962 e 1977. |
| Conservador, centro-direita | Partido Nova Turquia (1961)               | YTP    | Yeni Türkiye Partisi              | 1961-1973 | Sem relação com o partido homónimo criado em 2002. Foi fundado em 1961, sendo um dos vários partidos criados na altura para preencher o espaço do Partido Deemocrático. A sua figura mais destacada foi Adnan Menderes. Desapareceu em 1973, tendo os seus membros de então aderiram ao Partido da Justiça.                                              |
| Conservador, centro-direita | Partido da Justiça                        | AP     | Adalet Partisi                    | 1962-1980 | Outro sucessor do Partido Democrático, foi fundado em 1962, um dos seus líderes mais destacados foi Süleyman Demirel. Afirmava-se kemalista e defendia uma democracia e economia de estilo ocidental, apoiando fortemente a presença da Turquia na OTAN e relações estreitas com os Estados Unidos. Foi ilegalizado e extinto em 12 de setembro de 1980. |
| Conservador, centro-direita | Partido Grande Turquia                    | BTP    | Büyük Türkiye Partisi             | 1983-1983 | Partido efémero, foi proibido no mesmo ano em que foi criado (1983). Alguns dos seus membros formaram depois o Partido da Via Justa (Doğru Yol Partisi; DYP). |
| Conservador, centro-direita | Partido Democrático (1970)                | DP     | Demokratik Parti                  | 1970–1980 | Fundado em 1970 por dissidentes do Partido da Justiça (AP); autodissolveu-se em maio de 1980. |
| Conservador, centro-direita | Partido do Centro Democrático             | DMP    | Demokratik Merkez Partisi         | 1990-1991 | Fundado em 1990, em 1991 fundiu-se com o DYP. |
| Conservador, centro-direita | Partido da Via Justa                      | DYP    | Doğru Yol Partisi                 | 1983-2007 | Fundado em 1983 por Suleyman Demirel, em 2007 juntou-se com o ANAP para formar o novo Partido Democrático. |
| Nacionalista                | Partido dos Camponeses e da Nação         | CKMP   | Cumhuriyetçi Köylü Millet Partisi | 1958-1969 | Resultante da fusão de dois partidos. É um dos antecessores do Partido de Ação Nacionalista (MHP) |
| Nacionalista                | Partido Trabalhista Nacionalista          | MÇP    | Milliyetçi Çalışma Partisi        | 1983-1993 | É um dos antecessores do Partido de Ação Nacionalista (MHP) |
| Nacionalista                | Partido Nacionalista da Democracia        | MDP    | Milliyetçi Demokrasi Partisi      | 1983-1986 | Quando se autodissolveu em 1986, os seus membros dividiram-se em três grupos: uns aderiram ao Partido da Pátria (ANAP), outros ao Partido da Via Justa (DYP) e outros formaram o pequeno e efémero Partido Liberal Democrata (Hür Demokratik Parti, HDP).                                                                                                |
| Islâmico                    | Partido de Salvação Nacional              | MSP    | Millî Selâmet Partisi             | 1972-1981 | Fundado em outubro de 1972 como sucessor do Partido da Ordem Nacional (MNP), foi liderado por Necmettin Erbakan, que depois seria primeiro-ministro entre 1996 e 1997. Foi extinto em 1981. |
| Islâmico                    | Partido do Desenvolvimento Nacional       | MKP    | Milli Kalkınma Partisi            | 1945-1958 | Fundado em 1945, autodissolveu-se pouco depois da morte do seu líder, Nuri Demirağ. |

## Partidos ilegalizados
Partidos ilegalizados por tribunais extraordinários ou pelo Tribunal Constitucional. Algumas destas ilegalizações foram consideradas violações à Convenção Europeia dos Direitos Humanos pelo Tribunal Europeu dos Direitos Humanos.
| Área política | Partido                            | Sigla | Nome em turco                     | Período   | Observações |
| ------------- | ---------------------------------- | ----- | --------------------------------- | --------- | --- |
| Esquerda      | Partido Comunista Unido da Turquia | TBKP  | Türkiye Birleşik Komünist Partisi | 1988-1991 | Resultante da fusão do TİP e do TKP, ambos banidos, foi fundado na clandestinidade em 1988, a seguir à prisão dos dois ex-líderes daqueles partidos. Foi legalizado em 1990 e ilegalizado no ano seguinte. Está na origem do Partido da Liberdade e Solidariedade (Özgürlük ve Dayanışma Partisi, ÖDP). |
| Islâmico      | Partido Republicano Progressista   | TCF   | Terakkiperver Cumhuriyet Fırkası  | 1924-1925 | Foi o segundo partido político da Turquia. Apesar de se intitular liberal, foi acusado de ter orientação islâmica e foi banido a seguir à rebelião do Xeque Said |
| Islâmico      | Partido da Ordem Nacional          | MNP   | Millî Nizam Partisi               | 1970-1971 | Defensor da ideologia Millî Görüş (lit.: Visão Nacional), foi fundado por Necmettin Erbakan, que depois seria primeiro-ministro entre 1996 e 1997. Foi banido por se considerar que as suas posições islâmicas violavam o secularismo inscrito na Constituição. O seu sucessor foi o Partido de Salvação Nacional (Millî Selâmet Partisi, MSP). |
| Islâmico      | Partido do Bem Estar               | RP    | Refah Partisi                     | 1983-1998 | Fundado por antigos líderes do MNP e do MSP, ambos banidos. Foi ilegalizado em 1998 por violar o secularismo constitucional. |
| Islâmico      | Partido da Virtude                 | FP    | Fazilet Partisi                   | 1997-2001 | Fundado por ex-membros do MNP, MSP e RP. A deputada eleita pelo FP Merve Kavakçı foi impedida de prestar juramento no parlamento devido a usar hijab (lenço islâmico); posteriormente ser-lhe-ia retirada a cidadania turca. O partido foi banido em 2001 por violar o secularismo constitucional. Os deputados do partido fundaram depois o Partido da Justiça e Desenvolvimento (Adalet ve Kalkınma Partisi, AKP) e o Partido da Felicidade (Saadet Partisi, SP). |
| Pró-curdo     | Partido Popular do Trabalho        | HEP   | Halkın Emek Partisi               | 1990-1993 | Fundado por sete deputados do SHP expulsos desse partido pelas suas posições pró-curdas, o HEP foi ilegalizado com base nas mesmas acusações. |
| Pró-curdo     | Partido da Democracia              | DEP   | Demokrasi Partisi                 | 1993-1994 | Após ser ilegalizado, deu origem ao HADEP. |
| Pró-curdo     | Partido da Democracia do Povo      | HADEP | Halkın Demokrasi Partisi          | 1994-2003 | Foi ilegalizado em 2003 por se considerar que apoiava o Partido dos Trabalhadores do Curdistão (PKK), apesar da posição oficial do partido o negar tal apoio. Em 1999 já tinha estado à beira de ser ilegalizado porque um homem mascarado substituiu a bandeira turca pela bandeira do PKK num congresso do partido. O HADEP deu origem ao DEHAP. |
| Pró-curdo     | Partido da Sociedade Democrática   | DTP   | Demokratik Toplum Partisi         | 2005-2009 | Partido fundado pela fusão do DEHAP e do Movimento Sociedade Democrática (DTH). Afirmava-se social-democrata e chegou a ser observador na Internacional Socialista. Foi ilegalizado por «desenvolver atividades contra a unidade indivisível do estado, país e nação». Deu origem ao atual Partido para a Paz e Democracia (Barış ve Demokrasi Partisi, BDP). |